# Cian O'Callaghan
Pour les articles homonymes, voir O'Callaghan.
Cian O'Callaghan, né le 10 mai 1979 à Dublin, est un homme politique irlandais, membre des Sociaux-démocrates. Il est Teachta Dála de la circonscription de Dublin Bay North depuis février 2020.
En 2012, il devient le premier maire ouvertement homosexuel d'Irlande.

## Carrière
O'Callaghan est originaire de Sutton, dans la banlieue nord de Dublin. Il détient un master de l'University College Dublin.
En 2009, O'Callaghan est élu au conseil du comté de Fingal pour le Parti travailliste. En juin 2012, il est élu maire du Fingal et devient ainsi le premier maire ouvertement homosexuel d'Irlande. Durant son mandat, il souligne les problèmes affectant les propriétaires de logements dans les nouvelles zones résidentielles du Fingal, où la contamination des matériaux de construction par la pyrite a causé de nombreux dégâts.
En juillet 2013, O'Callaghan quitte le Parti travailliste pour des raisons idéologiques. Il déclare : « Il a été profondément injuste d'adopter deux budgets successifs qui ont augmenté les inégalités de revenu en visant les revenus moyens et inférieurs ».
O'Callaghan se présente comme candidat sans étiquette aux élections locales de 2014 (en) et arrive premier dans la circonscription locale de Howth-Malahide. Lors des élections générales irlandaises de 2016, il se présente dans la circonscription de Dublin Bay North pour les Sociaux-démocrates et finit 12e avec 3 864 voix.
Aux élections générales de 2020, il est élu Teachta Dála de Dublin Bay North avec 6 229 voix. Il est alors remplacé par Joan Hopkin au conseil du comté de Fingal.